# Jequié
Jequié è un comune del Brasile nello Stato di Bahia, parte della mesoregione del Centro-Sul Baiano e della microregione di Jequié.
In questo municipio è presente un'importante comunità di immigrati italiani provenienti dal sud della Basilicata e dal nord della Calabria.

## Amministrazione

### Gemellaggi
- Trecchina